# Estadio Pedro Escartín
Das Estadio Pedro Escartín ist ein Fußballstadion in der spanischen Stadt Guadalajara. Das Stadion hat ein Fassungsvermögen von rund 8.000 Zuschauern und dient dem Fußballverein CD Guadalajara als Heimstätte.

## Geschichte
Das Estadio Pedro Escartín wurde am 17. September 1967 als Campo del Henares mit einem Freundschaftsspiel zwischen CD Guadalajara und Real Ávila eröffnet. Am 1. April 1970 wurde das Stadion nach dem ehemaligen Spieler, Schiedsrichter, Nationaltrainer und Journalisten Pedro Escartín benannt. Im Jahr 1974 wurde eine Flutlichtanlage installiert. Weitere Renovierungen fanden 2007, als die Nordtribüne errichtet wurde, und 2011, durch die Erweiterung der Zuschauerkapazität auf 8.000 statt.

## Internationale Begegnungen
- 7. April 2010:  Spanien (Frauen) –  Türkei (Frauen) 5:1 (WM-Qualifikation 2011)
- 8. Februar 2011:  Spanien (U-21) –  Dänemark (U-21) 2:1 (Testspiel)